# Privacy Sandbox
Privacy Sandbox — це ініціатива, яку очолює Google, з метою створення веб-стандартів для доступу вебсайтів до інформації про користувачів без порушення їхньої приватності. Основна мета цієї ініціативи — сприяти онлайн-рекламі через обмін частковою приватною інформацією користувачів без використання сторонніх файлів cookie.:39 Ініціатива включає ряд пропозицій, багато з яких мають назви, пов'язані з птахами, які змінюються після того, як відповідна функція стає загальнодоступною. Технології включають API Topics (раніше Federated Learning of Cohorts або FLoC), Protected Audience, Attribution Reporting, Private Aggregation, Shared Storage і Fenced Frames, а також інші запропоновані технології. Проєкт було оголошено у серпні 2019 року.
7 вересня 2023 року Google оголосила про загальнодоступність API Privacy Sandbox, чітко назвавши Topics, Protected Audience, Attribution Reporting, Private Aggregation, Shared Storage і Fenced Frames, що означає, що ці функції були включені для більш ніж половини користувачів Google Chrome. Функції Privacy Sandbox також стали доступними на Android приблизно в той же час.
Ця ініціатива була описана як антиконкурентні і викликала антимонопольну реакцію через побоювання, що запропоновані пропозиції обмежують відстеження традиційними методами і змушують рекламодавців використовувати Google як посередника для показу реклами.

## Модель
Пропозиції в рамках Privacy Sandbox базуються на ідеї k-анонімності і передбачають рекламу для груп людей, званих когортами, замість відстеження окремих осіб. Вони, як правило, надають контроль за приватністю користувачів веббраузеру, переміщуючи частину збору даних і обробки, що сприяє рекламі, безпосередньо на пристрій користувача.:41 Ініціатива Privacy Sandbox має три основні напрямки: заміна функціональності перехресного відстеження, усунення сторонніх файлів cookie та зменшення ризику встановлення відбитків пристроїв.:45

## Пропозиції
У січні 2020 року Google запросила компанії рекламних технологій приєднатися до Improving Web Advertising Business Group (IWABG) Всесвітній веб-консорціум (W3C) як спосіб участі в процесі пропозицій для Privacy Sandbox.
| Пропозиція                           | Опис | Статус               |
| ------------------------------------ | --- | -------------------- |
| Federated Learning of Cohorts (FLoC) | Алгоритм Federated Learning of Cohorts аналізує онлайн-активність користувачів у браузері та генерує «ID когорти» за допомогою алгоритму SimHash, щоб згрупувати конкретного користувача з іншими користувачами, які відвідують схожий контент. | Скасовано            |
| TURTLEDOVE                           | TURTLEDOVE, що розшифровується як «Два некорельованих запити, потім локально виконане рішення про перемогу», | Частково реалізовано |
| Private state tokens                 | Private state tokens можуть бути видані вебсайтами для перевірки браузерів, чия поведінка вказує на реальну особу, а не на бота або зловмисника. Private state tokens зашифровані, щоб захистити ідентичність особи. | Реалізовано          |
| Related Website Sets                 | Related Website Sets (раніше відомі як first-party sets) дозволяють доменам, що належать одній сутності та мають пов'язані сайти з різними доменними іменами, оголосити про себе та бути визнаними як «пов'язаний набір». Обмін інформацією поза межами пов'язаного набору сайтів обмежено для захисту приватності користувачів. | Реалізовано          |
| CHIPS                                | CHIPS (Cookies Having Independent Partitioned State) враховує, що певні вбудовані сервіси потребують знати активність конкретного користувача на сайті для функціонування. CHIPS — це розділені куки, які інформують браузери, що необхідний куки дозволено функціонувати лише між конкретним сайтом та іншим вбудованим сайтом. | Реалізовано          |
| Storage Partitioning                 | Storage Partitioning ізолює певні веб-платформні API, які використовуються для зберігання або комунікації, коли їх використовує вбудована служба на певному сайті. Це покращить конфіденційність в інтернеті, зберігаючи при цьому сумісність з існуючими сайтами. | Реалізовано          |
| Network State Partitioning           | Network State Partitioning розділяє мережеві ресурси браузера, щоб запобігти їх спільному використанню в контекстах першої сторони. Це вимагає від кожного запиту мати додатковий «ключ розділення мережі» для повторного використання ресурсів і захищає конфіденційність користувачів, забороняючи доступ до спільних ресурсів та метаданих, отриманих при завантаженні інших сайтів. | Реалізовано          |
| Federated Credential Management      | Federated Credential Management — це API, яке надає підтримку для дизайнів single sign-on, які раніше залежали від сторонніх кукі. | Реалізовано          |
| Client Hints                         | API Client Hints дозволяє сайтам запитувати необхідну інформацію безпосередньо, а не через рядок User-Agent, що є значною поверхнею, вразливою до пасивного відбитковування, тим самим зменшуючи деталі, які можуть бути поділені про користувача онлайн. | Реалізовано          |
| User Agent reduction                 | Зменшення User Agent мінімізує інформацію в рядку User-Agent, зменшуючи його вразливість до пасивного відбитковування. | Реалізовано          |
| Privacy Budget                       | Privacy Budget мав на меті обмежити відбитковування, обмежуючи ідентифікаційну інформацію, до якої сайт має доступ. | Скасовано            |
| HTTP Cache Partitioning              | HTTP Cache Partitioning присвоює кешованим ресурсам «ключ ізоляції мережі» разом з URL ресурсу, складеним з основного сайту та поточного сайту кадру. Це запобігає можливості інших сайтів дізнатися деталі про статус кешованих ресурсів на іншому сайті. | Реалізовано          |
| IP Protection                        | IP Protection — це пропозиція, яка дозволяє приховати IP-адресу користувача від третіх сторін за допомогою двоступеневого анонімного проксі. | Запропоновано        |
| DNS-over-HTTPS                       | Протокол DNS-over-HTTPS запобігає зловмисникам спостерігати сайти, які відвідує користувач, шифруючи запити Domain Name System (DNS). | Реалізовано          |
| Topics API                           | Topics API має на меті надати рекламодавцям можливість показувати релевантний контент і рекламу, спільно використовуючи категорії на основі інтересів або «тем», засновані на недавній історії переглядів, обробленій на пристрої користувача. | Реалізовано          |
| Fenced Frames API                    | Fenced frames — це тип вбудованого фрейму, який не дозволяється комунікувати з даною сторінкою хоста, що робить безпечним доступ до його незамкнутого сховища, оскільки поєднання його ідентифікатора з верхнім сайтом неможливе. Реклама, що використовує API на основі FLEDGE, буде дозволена тільки для відображення в Fenced Frames. | Реалізовано          |
| Attribution Reporting API            | Attribution Reporting API сприяє conversion tracking, наприклад, записуючи, коли клік на рекламу або перегляд призводить до покупки, при цьому забороняючи можливість відстеження користувачів через кілька сайтів. | Реалізовано          |
| Protected Audience API               | Protected Audience API призначений для націлювання на зацікавлені аудиторії, включаючи через ретаргетинг. Він дозволяє постачальникам реклами використовувати дані вебсайту рекламодавця і розміщувати користувачів в групах інтересів, спеціально визначених для даного рекламодавця, що дозволяє показувати персоналізовану рекламу без порушення їхньої конфіденційності. До глобальної доступності 17 серпня 2023 року технологія була відома як «Перше локально виконане рішення над групами» (FLEDGE). | Реалізовано          |
| Private Aggregation                  | Private Aggregation API може використовуватися для відстеження агрегованої статистики по рекламних кампаніях. | Реалізовано          |

## Privacy Sandbox для Android
Для Android Privacy Sandbox використовуватиме технології, які функціонують без перехресних ідентифікаторів додатків, таких як Android/Google Advertising ID. SDK (Software Development Kit) Runtime обмежить приховане відстеження та збір даних користувачів шляхом процесу для стороннього коду, наприклад, використовуваного для реклами, який виконується окремо від коду конкретного додатка.
Для вимірювання цифрової реклами Attribution Reporting API призначений для заміни існуючих методів вимірювання рішеннями, які не залежать від механізмів відстеження на рівні користувача.
Щоб продовжувати показувати релевантну рекламу та контент на Android, Topics буде представляти категорії, що базуються на використанні додатків на пристрої користувача та вибираються лише через налаштування конкретного пристрою. Для подальшого доповнення конфіденційності на Android, FLEDGE використовуватиме «спеціальні аудиторії», які створюються розробниками додатків на основі взаємодій з їх додатком, інформація про які зберігатиметься локально, щоб жодні індивідуальні ідентифікатори не передавалися зовнішнім сторонам.

## Тестування
31 березня 2022 року Google оголосив про початок єдиного origin trial для API Topics, FLEDGE та Attribution Reporting. Це дозволяє сайтам проводити єдині експерименти через ці API.
У жовтні 2022 року RTB House опублікував результати активного тестування FLEDGE шляхом додавання користувачів до груп інтересів. Google та Criteo також провели тести. Звіт підкреслив, що, хоча результати були позитивними, випробування FLEDGE були обмежені в обсязі. Було зазначено, що ряд важливих функцій FLEDGE, зокрема вимоги до k-анонімності, не були доступні для тестування і вимагатимуть коригувань після зворотного зв'язку з індустрії.
Масштаб тестів збільшується. Google Chrome планує присвятити перше півріччя 2023 року тестуванню розробників і зробити FLEDGE доступним для всіх користувачів Chrome у другому півріччі 2023 року.
У листопаді 2022 року Competition and Markets Authority опублікувала звіт про кількісне тестування технологій Sandbox від Google, який підкреслив важливість прийняття індустрією спільної рамки тестування, щоб тести продуктивності могли проводитися більш широко серед численних тестувальних організацій. Google розробляє таку рамку у співпраці з CMA і прагне залучити учасників ринку до розробки тестування до початку загальної доступності в третьому кварталі 2023 року.

## Критика
Пропозиції Google щодо збереження конфіденційності реклами в рамках Privacy Sandbox отримали значний відгук. Висловлено побоювання, що ці пропозиції є антиконкурентними та порушують конфіденційність. Початкова пропозиція Google щодо реклами збереження конфіденційності під брендом Privacy Sandbox (кодова назва FLoC) отримала значний опір від постачальників браузерів. Mozilla, компанія, яка розробляє Firefox, оприлюднила заяву про те, що не буде реалізовувати FLoC або інші пов'язані пропозиції з реклами в Інтернеті. Apple, розробники Safari, зайняли негативну позицію щодо пропозиції. Похідні проєкти Chromium, такі як Brave, Vivaldi та Microsoft Edge, відключили цю функцію за замовчуванням у своїх браузерах. Висловлено побоювання, що пропозиція FLoC може дозволити сайтам відстежувати користувачів новими способами, які раніше були неможливими через третьосторонні файли cookie, технологію, яку FLoC мав замінити. Багато медіа-ресурсів і груп захисту конфіденційності розкритикували рішення Google активувати функцію за замовчуванням для всіх користувачів під час тестування. Це призвело до того, що Google відкликала пропозицію на початку 2022 року.
Замінник Google для FLoC, відомий як Topics API, зіштовхнувся з подібною критикою з боку різних груп. Mozilla вказала на недоліки в дизайні Topics API, зазначивши, що він може дозволити великим рекламним мережам реідентифікувати та відстежувати користувачів шляхом агрегування їхніх інтересів на численних веб-сайтах. Apple висловила подібні побоювання, також зазначивши, що пропозиція суперечить зусиллям інших браузерів щодо розподілу даних по кожному сайту. Крім того, коли пропозиція була спочатку оголошена, існували невизначеності щодо того, як Google або інші постачальники браузерів створять таксономію тем, що є критично важливим аспектом API, який залишився недостатньо специфікованим. Поряд з Topics API, інші пропозиції Google в рамках Privacy Sandbox, такі як Client Hints, також викликали значні побоювання щодо конфіденційності серед інших браузерів. Ці побоювання переважно стосуються можливості того, що Client Hints розширять площу для пасивного відбитка на браузерах.
З огляду на те, що Google володіє браузером з найбільшою часткою на ринку, виникли побоювання щодо антиконкурентного характеру її пропозицій. Як наслідок, у січні 2021 року Управління з питань конкуренції та ринків (CMA) у Велика Британія оголосило про намір провести розслідування ініціативи Privacy Sandbox, зосередившись на її потенційних впливах як на видавців, так і на користувачів. CMA пізніше прийняло юридично обов'язкові зобов'язання, запропоновані Google, щодо її пропозицій про видалення сторонніх кукі на Chrome та розробки Privacy Sandbox. Офіційне прийняття цих зобов'язань CMA призвело до закриття розслідування без рішення щодо порушення Акта про конкуренцію 1998 року. CMA повідомило, що Google виконувала свої юридично обов'язкові зобов'язання між липнем 2022 року та вереснем 2022 року. У березні 2021 року 15 генеральних прокурорів штатів США і Пуерто-Рико внесли зміни до антимонопольної скарги, поданої в грудні минулого року; оновлена скарга стверджує, що відмова Google Chrome від сторонніх кукі у 2022 році «відключить основну технологію трекінгу кукі, яку використовують практично всі не-Google видавці для відстеження користувачів і таргетування реклами. Потім […] Chrome, запропонує […] нові та альтернативні механізми трекінгу […] під назвою Privacy Sandbox. Загалом, зміни є антиконкурентними». Позов припускає, що запропоновані зміни в Privacy Sandbox фактично вимагатимуть від рекламодавців використовувати Google як посередника для реклами.